# Lunar Jetman
Lunar Jetman é um jogo de tiro de rolagem horizontal desenvolvido e publicado pela Ultimate Play the Game. Foi lançado para o ZX Spectrum em 1983 e posteriormente para o BBC Micro. Nesta sequência de Jetpac, o segundo jogo da série Jetman, o personagem Jetman tem que destruir bases alienígenas enquanto simultaneamente se defende, junto com a Terra, de uma raça alienígena hostil.
Foi recebido com aclamação da crítica após o lançamento por sua jogabilidade viciante e variedade de cores. O jogo foi seguido por um terceiro episódio, Solar Jetman: Hunt for the Golden Warpship, lançado para o NES em 1990. Mais tarde, foi incluído na compilação retrospectiva Rare Replay da Rare paro o Xbox One em 2015.

## Jogabilidade

Jetman deve coletar bombas e destruir bases alienígenas para passar ao próximo nível

Mais uma vez assumindo o papel de Jetman, os jogadores se encontram na superfície de uma pequena lua roxa. Semelhante ao seu antecessor, o jogador pode se mover lentamente a pé, ou usar um jetpack para sair do solo e navegar na lua mais rápido. No entanto, ao contrário de Jetpac, o jetpack do Jetman tem combustível limitado e deve ser reabastecido regularmente. Além do jetpack, o jogador possui um rover lunar para viagens terrestres, dentro do qual são invulneráveis a danos. No entanto, o rover lunar só pode andar em terrenos suaves e Jetman pode precisar de usar kits de ponte obtidos com o rover para preencher as crateras na superfície da lua. O rover lunar funciona como um ponto de reabastecimento para o jetpack de Jetman.
Além do rover e seus kits de ponte, Jetman tem acesso a três outras peças de equipamento, que podem ser carregadas no capô do rover, embora um de cada vez. As bombas devem ser usadas para destruir bases alienígenas quando forem encontradas, o que só pode ser feito quando Jetman está voando acima delas. Outra peça do equipamento é um canhão que pode ser montado na parte traseira do rover lunar. A peça final do equipamento é um par de teletransportadores que podem ser usados para teletransportar instantaneamente o jogador até o outro teletransportador, permitindo assim um transporte rápido ao redor da lua.
A jogabilidade em si exige que Jetman localize e destrua uma série de bases alienígenas na superfície da lua. Cada nova base surge com a destruição da anterior. Para realizar essa tarefa, Jetman deve levar a bomba até a base alienígena - em seu traje espacial ou usando o rover - e então voar sobre a base e lançar a bomba. Depois de várias bases serem destruídas em sucessão, novas e cada vez mais perigosas variedades de alienígenas voadores atacam o jogador. Cada base deve ser destruída dentro de um limite de tempo estrito. Se esse limite expirar antes que a base seja destruída, dois mísseis são lançados da base — um para a Terra e outro para o rover de Jetman. O jogador terá um tempo limitado para interceptar e destruir o míssil apontado para o rover, evitando assim o fim do jogo.

## Desenvolvimento e lançamento
"Se o tema de Jetpac era construir, o tema da sequência era destruir."

—Brendan Gunn numa entrevista retrospectiva com a Retro Gamer.
A Ultimate Play the Game foi fundada pelos irmãos Tim e Chris Stamper, junto com a esposa de Tim, Carol, em sua sede que fica em Ashby-de-la-Zouch no ano de 1982. Eles começaram a produzir jogos eletrônicos para o ZX Spectrum no início da década de 1980. A empresa era conhecida por sua relutância em revelar detalhes sobre suas operações e seus próximos projetos. Pouco se sabia sobre seu processo de desenvolvimento, exceto que costumavam trabalhar em "equipes separadas": uma equipe trabalhava no desenvolvimento enquanto a outra se concentrava em outros aspectos, como som e gráficos.
Lunar Jetman foi lançado para o ZX Spectrum em 1983 e mais tarde para o BBC Micro. Foi relançado em agosto de 2015 como parte da compilação de 30 títulos da Rare para o Xbox One, Rare Replay.

## Recepção
Semelhantemente a seu antecessor, o jogo foi aclamado pela crítica após o lançamento. A Crash elogiou os gráficos e o amplo espectro de cores, observando que, embora a apresentação não diferisse muito de seu antecessor, os gráficos eram "tão bons" quanto as máquinas de fliperama superiores. A Home Computing Weekly também elogiou a apresentação, afirmando que a cor e a animação eram "excelentes", embora expressasse a jogabilidade como "terrivelmente viciante".
Quando a Crash revisitou o jogo em sua seção "Crashback" de uma edição de 1984, o jogo ainda era elogiado, com o revisor afirmando que não mudaria nenhuma das pontuações originais. Brian Buckley da ZX Computing elogiou os gráficos e efeitos avançados do jogo, afirmando que uma atenção extraordinária foi dada aos detalhes e que cada uso de som e cor foi "excelente". Buckley também afirmou que Lunar Jetman foi "o melhor jogo de computador de todos os tempos".
O jogo substituiu seu antecessor no topo da tabela de vendas do ZX Spectrum do Reino Unido. O jogo também foi eleito o número 31 no Your Sinclair Official Top 100 Games of All Time. A Home Computing Weekly colocou Lunar Jetman em terceiro lugar em sua lista de "10 melhores programas para o ZX Spectrum" em uma edição posterior de 1983.